# معن بن عدي
معن بن عدي البلوي  المتوفي سنة 12هـ صحابي من بلي، كان حليفًا لبني مالك بن عوف من الأوس، بايع بيعة العقبة مع السبعين، وشهد مع النبي محمد المشاهد كلها، ثم شارك في حروب الردة، وقُتل في معركة اليمامة.

## سيرته
كان معن بن عدي بن الجد بن العجلان البلوي القضاعي من حلفاء بني مالك بن عوف من الأوس، وكان ممن يكتب باللغة العربية قبل الإسلام. أسلم معن بن عدي قديمًا في بيعة العقبة مع السبعين. ولما هاجر النبي محمد إلى يثرب، آخى بين معن وزيد بن الخطاب، وشهد معن مع النبي محمد المشاهد كلها.
كان لمعن بن عدي موقفًا يوم وفاة النبي محمد حين لقي هو وعويم بن ساعدة أبا بكر وعمر يوم السقيفة، فقالا لهما: «لا عليكم أن لا تقربوهم، واقضوا أمركم». كما روى عروة بن الزبير وابن عمر أن الناس بكوا على النبي محمد، فقالوا: «ليتنا متنا قبله، نخشى أن نفتتن بعده»، فقال معن: «لكني والله ما أحب أني مت قبله حتى أصدقه ميتًا، كما صدقته حيًّا».
شارك معن بن عدي في حروب الردة في جيش خالد بن الوليد الذي وجّهه طليعة له على رأس مائتي فارس يوم اليمامة سنة 12 هـ، وفي تلك المعركة قُتل معن بن عدي.